# Leopoldsdorf im Marchfeld
Leopoldsdorf im Marchfeld (fram till 2021 skrivet Leopoldsdorf im Marchfelde) är en ort och kommun  i Österrike. Den ligger i distriktet Gänserndorf i förbundslandet Niederösterreich, 25 km öster om huvudstaden Wien. 
Kommunen består av två orter (Ortschaften) (inom parentes invånarantal 1 januari 2024):
- Breitstetten (439) (med Pfarrkirche Breitstetten)
- Leopoldsdorf im Marchfeld (2 579)